# Ptichodis palpalis
Ptichodis palpalis là một loài bướm đêm trong họ Erebidae.